# Falcatula falcatus
Falcatula falcatus är en fjärilsart som beskrevs av Rothschild och Jordan 1903. Falcatula falcatus ingår i släktet Falcatula och familjen svärmare. Inga underarter finns listade i Catalogue of Life.